# Sanae Jonouchi
Sanae Jônouchi, también romanizado como Sanane Jyounouchi o Jounouchi (城之内早苗 Jyounouchi Sanae). Nació el 17 de mayo de 1968, en la Prefectura de Ibaraki, ciudad de Kamisu (Ibaraki), Japón. Es una actriz, cantante de género Enka y ex idol japonesa. Formó parte del grupo idol Onyanko Club, como la miembro número 17.  
 
Al haber contraído nupcias adoptó el nombre de Sanae Kimura (木村早苗 Kimura Sanae) pero ella sigue trabajando con su nombre de soltera. 

## Biografía
Sanae desarrolló sus habilidades artísticas desde su niñez, como una intérprete del shamisen. Años más tarde realizó su primer intento en el mundo del espectáculo, cuando participó en el programa: Tokyo's Zennihon Enka Senshuken Ouboshita. Sin embargo no consiguió debutar, sino hasta un año después en el concurso de televisión Yuuyake Nyan Nyan, ganándolo y uniéndose así a Onyanko Club en abril de 1985. 
En 1986 realizaría su debut como solista, con el lanzamiento del sencillo «Ajisaibashi». El mismo batiría récord, tras alcanzar el puesto número uno en la lista semanal de oricon, en el género Enka.

### Después de Onyanko Club y carrera posterior
Con la disolución del grupo, tuvo apariciones regulares en programas de radio, además de enfocar su carrera como actriz durante la década de 1990. En su carrera musical ha trabajado para múltiples discográficas como Sony Music Entertainment Japan en los años 1980, y Universal Music Japan en el período (2008 - 2010).

## Actualidad
Actualmente desempeña su carrera artística como solista, bajo el sello discográfico de Teichiku Entertainment.

## Vida personal
En 2004, Jounouchi contrajo nupcias con Tadahiro Kimura, mánager del programa de la emisión de televisión Yuuyake Nyan Nyan, quien trabajó en el pasado con Fuji Television.

## Discografía

### Álbumes de estudio
- [1987.01.01] Fuyu Shibai
- [1987.12.02] Ishidatami no Machi ~19banme no Fuyu~
- [1988.08.21] Natsu Misaki
- [1990.11.21] Hit Zenkyoushuu
- [1992.11.01] Hit Zenkyoushuu '92
- [1995.05.25] Best Selection
- [1996.10.25] New Best -Yurikamome-
- [2001.01.24] Super Best ~Sumidagawa~
- [2002.11.24] GOLDEN☆BEST / Jounouchi Sanae ~All Hits~
- [2005.10.26] Jounouchi Sanae Zenkyoushuu ~Kiri no Kamome Uta~

### Sencillos
- [1986.06.11] «Ajisaibashi»
- [1986.11.21] «Ryuuhyou no Tegami»
- [1987.10.21] «Kanazawa no Ame»
- [1988.06.21] «Tobenai Ahiru»
- [1989.04.21] «Yume Made TAXI»
- [1990.01.21] «Yuki Furiyamazu»
- [1992.05.25] «Kuchibiru»
- [1993.08.25] «Yowasete yo Konya Dake»
- [1995.04.26] «Shiawase ni Narimasu»
- [1996.02.25] «Yurikamome»
- [1997.08.25] «Okuhida★Hoshi no Yado»
- [1999.03.01] «Koisa»
- [2000.07.26] «Sumidagawa»
- [2001.07.18] «Uzumaki Ondo / Sumidagawa»
- [2002.02.27] «Yukihada Kuchi»
- [2002.11.20] «Ooren no Machi Kara»
- [2004.11.26] «Kiri no Kamome Uta»
- [2006.03.24] «Shabondama»
- [2008.02.13] «Kono Machi de with Fuse Akira»
- [2010.09.22] «Naki Suna Umi Kaze»
- [2011.07.02] «Nishimonai Bon Uta»

### Recopilaciones
- [1995.11.25] Ketteihan! Zen Nihon Yuusen Housou Taishou Best
- [1998.12.02] Yuusen Best Hit
- [2001.01.24] Yuhara Masayuki - "Jinsei Hanbun"
- [2002.03.06] Sakushi Katsudou 20 Shuunen Kinen Akimoto Ryu Toranomon Hen
- [2004.11.17] Idol Miracle Bible Series Idol Christmas
- [2011.09.28] Enka Kenran ~Onna no Utaeru Enka~

### Conciertos
- [2006.08.30] Jounouchi Sanae 20 Shuunen Kinen DVD Ai wo Arigatou

## Filmografía

### Películas
- [1985.05 - 1987.08] Yuuyake Nyan Nyan
- [1991.07 - 1993.10] TKU Karaoke Senshuuken
- [1994.08、2006.06] Lion no Gokigenyou
- [1995.01.02. - 01.26] Paradise Poncha
- [1996.12] Enka de Kanpai
- [2000.08 - 2000.10] Shoku Channel Sakamoto Hiroko, Jounouchi Sanae no Anjin kantan Kango Shoku ~Honoo no nai Ryouri~
- [2002.12 - 2003.01] Minna no Uta
- [2003.01] Waratte Ii mo!
- [2007.01] Jounouchi Sanae no Kayou Ongaku Kan

### Doramas
- [1986.12.08] Getsuyoubi Dramaland Onyanko Torimonochou Nazo no Murasame
- [1994.01.31 - 1994.07] Edo wo Kiru
- [1997.06.21] Tappi Michiki ni Kieta Satsujinsha

### Radio
- [1986.10.12 - 1987.01.04] Jounouchi Sanae no Oyashoku Naido
- [1986.10 - 1987.06] TOKYO Best Hit
- [1987.01 - 1988.04] Jounouchi Sanae no Yoiko wa Pakkun
- [1991.12 - 1992.03] Tanaka Yoshitake no Kakere Kayoukyoku
- [1992.04 - 1996.03] Hashire! Kayoukyoku
- [2006.02.01 - 03.01] Waga Jinsei ni Kanpai